# Harry Williams
Harry Llewellyn Williams (1916-1961) was een beroemde amateurgolfer in Australië tussen de Eerste en Tweede Wereldoorlog.

## Biografie
Harry Williams groeide op in een buitenwijk van Melbourne. Zijn ouders waren welgesteld en hij zat op de Brighton Grammar School. Hij was lid van de Melbourne Golf Club. Op 12-jarige leeftijd zat hij in het team van de Commonwealth en 13-jarige leeftijd won hij de Commonwealth maandmedal.
Op 14-jarige leeftijd won hij al de Riversdale Cup en op 15-jarige leeftijd het Victoria Amateur en vervolgens het Australisch Amateur, waarbij hij in de finale NSW-kampioen George Thompson versloeg. Hoewel hij al een paar keer had geprobeerd lid te worden van de Victoria Golf Club, en dat steeds geweigerd was, werd hij in 1931 toch als lid toegelaten. In 1933 overleed zijn vader en bleef hij alleen over met zijn moeder Doll.
Hij was met golf zo succesvol dat Gene Sarazen in 1936 probeerde hem over te halen om professional te worden en met hem mee te gaan naar de Verenigde Staten. Hij stelde hem $1000 per jaar in het vooruitzicht. Harry Williams was financieel onafhankelijk en een goede toekomst lag in het verschiet. Hij weigerde, en zijn levensloop nam een slechte draai. Hij ging gokken en raakte aan de drank. In 1938 verwijderde de Golf Federatie hem uit het nationale team wegens wangedrag. Na 1940 behoorden zijn golfprestaties tot het verleden. Het geld dat hij van zijn vader had geërfd, raakte op.
Op aanraden van Norman Von Nida ging Harry Williams toch een keer naar de andere kant van de oceaan. Hij speelde het Filipijns Open in 1940 en eindigde als beste amateur. Het is hem nooit gelukt het Australisch Open te winnen, terwijl amateur Jim Ferrier daar wel in slaagde, hetgeen hem frustreerde.
In 1961 hadden Harry en Doll geen geld en geen respect meer en in december van dat jaar maakten zij samen een einde aan hun leven. 

## Gewonnen
- Riversdale Cup: 1930, 1932, 1934
- Australisch Amateur: 1931. 1937
- Victorian Amateur: 1931

June Senyard beschreef zijn leven in "Harry Williams, An Australian golfing tragedy" (1998).